# Гетто в Ивацевичах
Гетто в Иваце́вичах (лето 1941 — 11 августа 1942) — еврейское гетто, место принудительного переселения евреев города Ивацевичи Брестской области и близлежащих населённых пунктов в процессе преследования и уничтожения евреев во время оккупации территории Белоруссии войсками нацистской Германии в период Второй мировой войны.

## Оккупация Ивацевичей и создание гетто

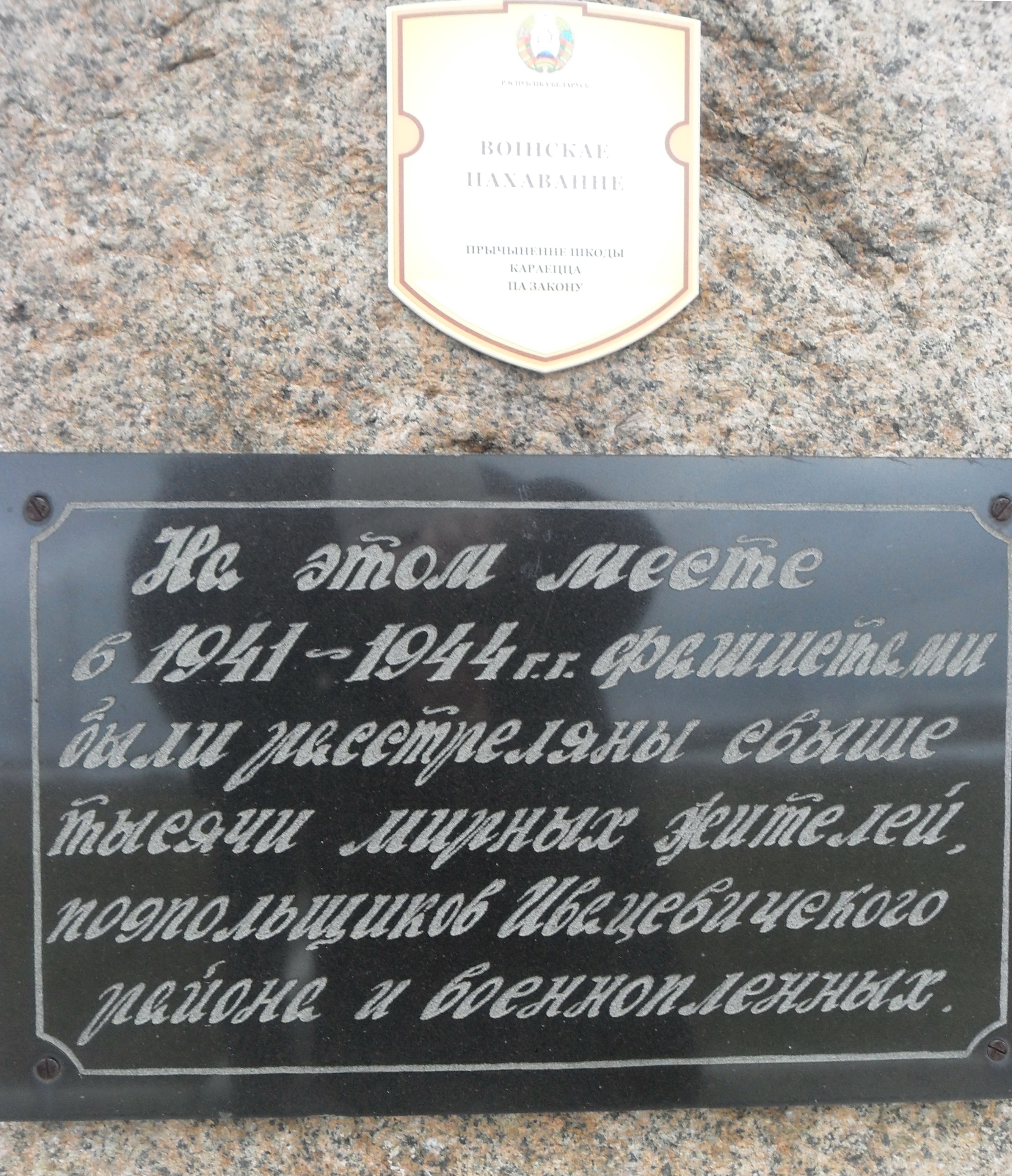
Надпись на валуне-памятнике

Перед войной еврейское население Ивацевичей значительно пополнилось беженцами из районов Польши, захваченных немцами в сентябре 1939 года, и к началу оккупации составляло около 300 человек. Ивацевичи были захвачены немецкими войсками 24 июня 1941 года.
Евреям сразу же приказали нашить на одежду (на спину и грудь) крупные матерчатые метки в виде жёлтых кругов.
Немцы отобрали у евреев все сбережения, всю утварь и инструменты — оборудование, швейные машины, лошадей, фургоны, велосипеды и остальное имущество.
Реализуя нацистскую программу уничтожения евреев, немцы создавали гетто почти во всех городах и населённых пунктах Беларуси, где проживало еврейское население. Так и в Ивацевичах оккупанты организовали гетто, куда стали пригонять и евреев из близлежащих деревень.

## Условия в гетто
Гетто было расположено в переполненной маленькой гостинице на окраинной улице, ведущей к железнодорожной станции, которая шла параллельно центральной улице Ивацевичей. Территория гетто была обнесена колючей проволокой.
Узников ежедневно избивали и использовали на принудительных работах — стройках, прокладке дороги, погрузочно-разгрузочных работах на железнодорожной станции. Норма выдаваемого питания была минимальной — 200 гр хлеба на сутки. По воспоминаниям свидетелей, в гетто приходили местные крестьяне и уговаривали: «Отдайте нам всё, вас и так убьют…».

## Уничтожение гетто
В феврале 1942 года, в сильный мороз и снежный буран, евреев из Ивацевичского гетто пешком погнали через лес в Коссово — 20 километров от Ивацевичей. Всех, кто оказался не в силах встать в строй, убили на месте. Люди падали от изнеможения, получали обморожения рук и ног, но в Коссовском гетто их разместить не смогли. Через два дня евреев погнали обратно. В дороге погибли и были убиты 21 еврей.
В марте 1942 года были расстреляны 620 ивацевичских евреев.
В августе 1942 года немцы приказали евреям собрать и выдать всё золото, заставив даже снять зубные коронки. За деревней в урочище Жвировня оккупанты приготовили яму 10 на 5 метров. «Акция» (таким эвфемизмом немцы предпочитали называть организованные ими массовые убийства) состоялась рано утром 11 августа 1942 года. Раздетых донага евреев поставили на край ямы и расстреляли. В убийстве участвовали литовские добровольцы из карательного батальона СС и украинские полицаи. После расстрела немцы и полицейские поделили между собой одежду и личные вещи убитых.

## Память
На одном из мест убийства более 1000 евреев Ивацевичей в 2001 году установлен валун-памятник.
Опубликованы неполные списки убитых евреев Ивацевичей и ближайших деревень.